# Германская руна «За достижения»
Германская руна «За достижения» (нем. Germanische Leistungsrune) — специальный знак отличия для бойцов войск СС.

## История
Знак отличия учреждён 15 августа 1943 года Генрихом Гиммлером. Согласно Указу об учреждении награды, знак должен быть «стимулом для физической и военной подготовки в духе национал-социалистического мировоззрения и доказательством искренней веры в прекрасные германские идеалы».
До введения знака существовали две другие награды за достижения в спорте — Германский спортивный знак (с 1930-х использовался редко) и Спортивный знак СА. Последний с середины 1930-х вручался также не членам СА, однако Гиммлер захотел, чтобы в СС был собственный знак отличия.
Всего награду получили более 1000 человек, среди них — 25 бойцов норвежского добровольческого легиона СС.
Германская руна является очень редким отличием. Большинство знаков, которые встречаются сегодня — это копии. По состоянию на 2010 год, стоимость оригинала составляла от 7 500 до 10 000 американских долларов.

## Описание
Награда изготовлялась из бронзы или серебра и представляла собой нагрудный знак в виде коловрата (кругового варианта свастики) с парными зиг-рунами (символом СС) посередине.
Знак мог иметь следующие размеры:
| Диаметр знака, мм | Длина рун, мм |
| ----------------- | ------------- |
| 45                | 29            |
| 46.5              | 31            |
| 49                | 32            |

Толщина рун — 5 мм.

## Условия награждения
Руна существовала в двух степенях: бронзовой и серебряной. Чтобы получить знак, нужно было пройти испытание.

### Испытание для получения бронзового знака
1. Индивидуальный тест по лёгкой атлетике.
  - Пробежать 400 метров за 72.5 секунд.
  - Совершить длинный скачок на 4 метра.
  - Проплыть 300 метров за 12 минут.
  - Показать удовлетворительный результат по выбранному виду спорта.
2. Индивидуальная военная подготовка
  - 10 выстрелов из винтовки из открытого положения на расстоянии 50 метров — набрать не менее 40 очков.
  - Пройти тест по тактической подготовке с удовлетворительным результатом.
3. Групповой тест по лёгкой атлетике
  - Бег на 100 метров за 17 секунд.
  - Подняться по канату за 12 секунд.
  - Пробежать 2 километра за 10 минут.
  - Преодолеть 30 километров за 9 часов и 30 минут.
4. Индивидуальный политический тест.
  - Сдать письменный и устный экзамен по национал-социалистической философии с удовлетворительным результатом.

### Испытание для получения серебряного знака
1. Индивидуальный тест по лёгкой атлетике.
  - Пробежать 400 метров за 68 секунд.
  - Совершить длинный прыжок на 4.75 метра.
  - Проплыть 300 метров за 9 минут.
  - Показать отличный результат по выбранному виду спорта.
2. Индивидуальная военная подготовка
  - 10 выстрелов из винтовки из открытого положения на расстоянии 50 метров — набрать не менее 60 очков.
  - Пройти тест по тактической подготовке с отличным результатом.
3. Групповой тест по лёгкой атлетике
  - Бег на 100 метров за 14.5 секунд.
  - Подняться по канату за 9 секунд.
  - Пробежать 2 километра за 8 минут.
  - Преодолеть 30 километров за 9 часов и 30 минут.
4. Индивидуальный политический тест.
  - Сдать письменный и устный экзамен по национал-социалистической философии с отличным результатом.

## Современный статус знака отличия
В современной Германии знак считается одним из символов антиконституционной пропаганды. Его изготовление, публичная продажа и распространение запрещены. Ношение награды запрещено в соответствии с Законом Германии о порядке награждения орденами и о порядке ношения от 26 июля 1957 (нем. Gesetz uber Titel, Orden und Ehrenzeichen).

## Известные награжденные
- Герберт Швайгер